# Pedro Tierra
Hamilton Pereira da Silva (Porto Nacional, 1948), més conegut pel pseudònim de «Pedro Tierra», és un poeta i polític brasiler.

## Biografia
Pedro Tierra va viure a Anápolis on, tot i completar l'educació secundària, va abandonar els estudis per a dedicar-se a la lluita contra la dictadura militar (1965-1985), militant al grup guerriller Ação Libertadora Nacional (ALN). El 1972, als 24 anys, va ser arrestat i torturat a les casernes de l'Exèrcit a l'estat de Goiás i a la ciutat de Brasília, on va romandre incomunicat. Va ser traslladat per la policia militar a la presó de Barro Blanco, a l'estat de São Paulo, i després a presons civils.
El temps que va estar arrestat no tenia permís per a utilitzar bolígraf ni paper. Un dia, però, durant un interrogatori, aprofitant un interval en que l'havien deixat sol, va agafar un llapis que estava sobre la taula. A la cel·la va començar a escriure en un paquet de cigarrets, així va començar a compondre els seus primers versos i va aconseguir enviar els poemes fora de la presó per a ser publicats clandestinament a Itàlia amb el títol de Poemas do povo da noite i amb el pseudònim de Pedro Tierra. L'obra va guanyar una menció al Premi Casa de las Américas el 1978, i va ser publicada al Brasil el 1979.
Va sortir de la presó el 1977 i va passar a treballar en l'organització de sindicats camperols. Va col·laborar a fundar el Partit dos Trabalhadores, el Moviment dels Treballadors Rurals Sense Terra i la Central Única dos Trabalhadores. De 1997 a 1998, va ser secretari de Cultura del districte federal i va coordinar l'àrea de cultura en la campanya victoriosa de Luís Inácio Lula da Silva el 2002. Va treballar al Ministeri de Medi Ambient durant el primer mandat de Lula. El 2011, va tornar a comandar la Secretaria de Cultura del districte federal.
El 2013 va rebre el títol de doctor honoris causa de la Universitat Catòlica de Brasília, i el 2014 va rebre un nou títol de doctor honoris causa, aquesta vegada de la Universitat Federal de Tocantins.

## Obres
- 1977 - Poemas do Povo da Noite
- 1979 - Missa da Terra sem-males (amb Pere Casaldàliga i Martin Coplas)
- 1981 - Missa dos Quilombos (amb Pere Casaldàliga i Milton Nascimento)
- 1983 - Água de Rebelião
- 1986 - Inventar o Fogo
- 2013 - A Palavra Contra o Muro

### Infantils
- 1992 - Passarinhar
- 1997 - Bernardo Sayão e o Caminho das Onças

### Memòries
- Dies Irae